# Fractal (album)
Pour les articles homonymes, voir Fractale.
Albums de Yui Sakakibara
Ringing
(2011) Amazing
(2014)
Fractal est le 8e album de Yui Sakakibara, sorti sous le label LOVE×TRAX Office le 29 août 2012 au Japon. Il arrive 48e à l'Oricon et reste classé 2 semaines. Il sort en format CD et CD+DVD.

## Liste des titres
| 1.  | Fractal                                      |  |
| 2.  | Scarlet                                      |  |
| 3.  | Renai 0 km (恋愛0キロメートル)               |  |
| 4.  | Let's fo! Modulation (れっつごー!Modulation) |  |
| 5.  | pi pi pi☆STRIKE                              |  |
| 6.  | Oedo komachi (大江戸小町)                    |  |
| 7.  | Manatsu no Cielo (真夏のCielo)               |  |
| 8.  | Himitsujikake no Apple (秘密仕掛けのApple)   |  |
| 9.  | Sun shower                                   |  |
| 10. | Kuroi hana (黒い花)                          |  |
| 11. | Jubilus                                      |  |
| 12. | Kirameki Issen (煌めき一閃)                  |  |
| 13. | LOVE☆FIRE!                                   |  |
| 14. | Love comp! (ラブこんぷ!)                     |  |
| 15. | Evolution                                    |  |

| 1. | Fractal |  |
| 2. | "Happy Love Live 2011" digest footage (2011年に中野サンプラザで行われた『Happy☆LOVE×ライブ2011』ダイジェスト映像) |  |